# Maciej Żurawski
Maciej Stanisław Żurawski (nascut el 12 de setembre de 1976 en Poznań, Polònia) és un jugador de futbol polonès.